# Guangshan
Guangshan  (en chino, 光山; pinyin, Guāngshān; transcripción antigua, kwang shan) es un condado  bajo la administración directa de la Prefectura Xinyang en la Provincia de Henan, República Popular China.  Su área es de 1833 km² y su población total para 2020 superó los 590 mil habitantes. 

## Administración
A julio de 2025, el  Condado Guangshan  se divide en 19 pueblos  administrados en 2 subdistritos,  7 poblados y 10 villas.

## Toponimia
El topónimo Guangshan [/kuáng-shan/] significa "montaña Guang «brillo»". En el año 598 durante la dinastía Sui, se estableció el Condado Guangshan. Su nombre deriva de la montaña Fu-guang (浮光 "brillo flotante"), ubicada al noroeste del condado.
Según la enciclopedia del siglo X, escrita por Yue Shi (乐史), Geografía universal de la Era Taiping (太平寰宇记) dice; la montaña se inclina sobre el largo del río Huai, y cada vez brilla [por el reflejo], como flotando, de ahí su nombre.